# ラウリ・レーティネン
ラウリ・レーティネン (Lauri Aleksanteri Lehtinen、1908年8月10日- 1973年12月4日)は、フィンランドの元陸上競技選手。1932年ロサンゼルスオリンピックの5000m走で金メダルを獲得した選手である。

## 経歴
レーティネンは、1932年ロサンゼルスオリンピックの1ヶ月前に5000mで14分17秒0の世界新記録を樹立。オリンピックでも優勝候補の最右翼と見られた。
さて、オリンピックの決勝は、まずフィンランドの2人、レーティネンとラウリ・ヴィルタネン(Lauri Virtanen)がリードし、ほかの選手たちをどんどんふるい落としていった。ただ、アメリカのラルフ・ヒル(Ralph Hill)を除いて。レースはその後ヴィルタネンが脱落し、レーティネンとヒルの一騎討ちとなった。
ラスト1週となり、ヒルはレーティネンを追い抜こうとする。しかし、ここでレーティネンはコースを右左にジグザグに走り、ヒルを抜かせようとしなかった。これを見た観客は激しく怒り出した。そのままわずか50cmの差でレーティネンが勝利し、金メダルを獲得した。このような戦術はヨーロッパでは普通であったが、アメリカでは見慣れなかったため観客はブーイングを浴びせたのである。このレースでヒルは抗議することはなかった。
レーティネンは、1936年ベルリンオリンピックにも出場したが、連覇ならず、フィンランドのグンナー・ヘッケルト(Gunnar Höckert)に敗れ銀メダルに終わる。
1940年、レーティネンは彼がロサンゼルスで獲得した金メダルをカレリア地峡で戦った優秀な戦士に贈呈する。レーティネンのこの行動は、カレリアで戦死したヘッケルトへ敬意を表したものであった。